# Tetraclita squamosa
Tetraclita squamosa är en kräftdjursart. Tetraclita squamosa ingår i släktet Tetraclita och familjen Tetraclitidae.

## Underarter
Arten delas in i följande underarter:
- T. s. rubescens
- T. s. squamosa